# Blechnum arcuatum
Blechnum arcuatum är en kambräkenväxtart som beskrevs av Remy, Fée. Blechnum arcuatum ingår i släktet Blechnum och familjen Blechnaceae. Inga underarter finns listade.